# Gilgit-Baltistan
Gilgit-Baltistan (pronuncia in (UR) :/ ghilgit-bal-tistan گلگت بلتستان, in balti གིལྒིཏ་བལྟིསྟན e in shina:/ ghilit-balistan), nonché noto come G-B ed in passato come Territori del Nord, secondo UNSCR-47 l'Entità Autonoma del Gilgit-Baltistan, è uno Stato sotto l'amministrazione del Pakistan, confinante a nord-est ed est con la Cina, a nord con l'Afghanistan tramite il corridoio del Wakhan, a sud con la provincia KPK del Pakistan e sud-est con l'Azad Kashmir.

## Geografia
La regione è conosciuta per le sue alte montagne, ghiacciai e laghi tra i quali vi è il celebre monte K2 ( (IT) kappa due), famoso in Italia come la "montagna degli italiani", e il ghiacciaio più lungo al di fuori delle zone polari, il "Baltoro".
I territori della regione si estendono su una superficie di 72.971 km² con più di 1.800.000 abitanti, nelle aree si parlano shina, balti, khawar, burushaski, wakhi, urdu e pashtu.

## Storia

### Storia antica
Fonte
Le incisioni delle rocce si trovano in luoghi vari nella regione, lungo la strada di Karakoram sono presenti 50 000 esempi di scritte epigrafiche. Sarebbero state prevalentemente incise da occasionali viaggiatori, da uomini d'affari, da pellegrini che avrebbero usato questo percorso commerciale e da persone locali. Questi campioni d'arte scrittoria risalgono al periodo tra il 5000 e il 1000 a.C. Tuttavia, le incisioni rupestri scoperte nel villaggio di Passu a Gojal, propongono una presenza umana dal 2000 a.C. nella zona. Tra le incisioni figurano animali, uomini triangolari e scene di caccia in cui la dimensione per le figure degli animali incise sono di solito più grandi delle figure intese per i cacciatori. E poi ci sono i manoscritti del regno di Patola o Palolo sahi risalenti al VI secolo d.C..
Intorno al II millennio a.C. potrebbero essere passati per questa via lapislazzuli dall'Afghanistan, rubini dal Badakhshan, pietre preziose da Karakoram, seta di Cina e d'Asia centrale, profumi e zafferano dal Kashmir. Anche i mercanti sogdiani viaggiavano avanti e indietro lungo la via della seta con le merci. All'interno dello stato si trova l'importante sito archeologico della roccia sacra dello Hunza.

### Storia moderna
La regione dopo la guerra di indipendenza del 1947 si unì con il Pakistan. Il territorio attuale è diventato un'unità amministrativa nel 1970 sotto il nome I Territori del Nord ((EN) Northern Areas); fu formato dalla fusione dell'agenzia Gilgit, della regione del Baltistan e di piccoli principati, i più grandi dei quali erano Hunza e Nagar.
Dato che essa non è ancora una parte integrante del Paese secondo la costituzione pakistana, lo status politico di tale regione è ancora ambiguo. Il governo pakistano ha categoricamente rifiutato in varie occasioni le richieste del popolo dei territori per l'integrazione della regione con il Pakistan, che sono state respinte sulla pretesa che tale misura metterebbe a repentaglio l'atteggiamento del Pakistan sulla faccenda del Kashmir .

## Geografia

### Geografia fisica
La regione ospita alcune delle più grandi catene montuose del mondo. Cinque delle quattordici più alte montagne del pianeta sono comprese nella regione: Il K2, il Broad Peak, Gasherbrum I, Nanga Parbat, e il Gashebrum-II. Le città di Gilgit e Skardu sono i principali punti di partenza per le spedizioni su queste montagne.

Tre dei più lunghi ghiacciai fuori dalle zone polari si trovano nei territori del Gilgit-Baltistan: il Biafo, il Baltoro e il ghiacciaio di Batura.
Inoltre, ci sono parecchi laghi ad alta quota:
- Lago di Sheosar ad alto piano di Deosai, a Skardu
- Laghi di Naltar nella valle di Naltar, a Gilgit
- Lago di Satpara a Skardu
- Lago di Katzura Tso a Skardu
- Lago di Zharba Tso a Shigar
- Lago di Phoroq Tso a Skardu
- Lago di Kharfak a Ghanshe
- Lago di Byarsa Tso a Gultari, Astore
- Lago di Borith nella valle di Gojal, Gilgit
- Lago di Rama vicino ad Astore
- Lago di Rush nella valle di Nagar, Gilgit
- Lago di Kromber a Passo Kromber nella valle di Ishkoman, Ghizer
- Lago di Barodaroksh nella valletta di Bar, Nagar
- Lago di Ghorashi nella valle di Ghandus, Kharmang

A Juglot nel distretto di Gilgit si incontrano le tre grandi catene montuose: il Karakorum, l'Himalaya e l'Hindu Kush.

### Geografia antropica
Dal punto di vista amministrativo la regione è costituita da 3 divisioni amministrative e 10 distretti, rispettivamente sono le suddivisioni territoriali di secondo e terzo livello; esse si caratterizzano come soggetti regionali del Gilgit-Baltistan.

#### Suddivisioni amministrative
Le divisioni e i distretti del Gilgit-Baltistan sono la suddivisione territoriale di secondo livello e terzo livello del regione; essi si caratterizzano come soggetti regionali del Gilgit-Baltistan.
Precisamente, 3 sono le divisioni (Gilgit, Baltistan, Diamer) e 10 i distretti.
Ciascuna divisione comprende un certo numero di distretti, Tehasil sotto tehasil le Unioni di consiglio (4º livello) e le municipalità. Municipalità e Unione di consiglio si condividono stesso livello.
| Divisioni | Distretti | Capoluogo | Popolazione (2013) | Superficie (Km2) |
| --------- | --------- | --------- | ------------------ | ---------------- |
| Gilgit    | Gilgit    | Gilgit    | 222 000            | 4 672            |
|           | Ghizer    | Gahkuch   | 190 000            | 9 635            |
|           | Hunza     | Aliabad   | 70 000             | 7 900            |
|           | Nagar     | Nagar     | 51 387             | 5 000            |
| Baltistan | Skardu    | Skardu    | 305 000            | 8 700            |
|           | Kharmang  | Tolti     | -                  | 5 500            |
|           | Shigar    | Shigar    | -                  |                  |
|           | Ghanche   | Khaplu    | 108 000            | 4 052            |
| Diamer    | Diamer    | Chilas    | 214 000            | 10 935           |
|           | Astore    | Idga      | 114 000            | 5 095            |

## Lingue
| # | Lingua     | Dettagli |
| - | ---------- | --- |
| 1 | Shina      | È una lingua dardica parlata dalla maggioranza in sei tehsili (Gilgit, Diamir / Chilas, Darel / Tangir, Astore, Puniyal / Gahkuch e Rondu).                                             |
| 2 | Balti      | È una lingua tibetana parlata da una maggioranza in cinque tehsili (Skardu / Shigar, Kharmang, Gultari, Khaplu e Mashabrum). È dalla famiglia tibetana e ha prestiti urdu.              |
| 3 | Burushaski | È parlato da una maggioranza in quattro tehsili (Nagar 1, Hunza / Aliabad, Nagar II e Yasin). È una lingua isolata che ha assorbito notevoli vocabolari urdu.                           |
| 4 | Khowar     | È parlato dalla maggioranza in due tehsili (Gupi e Ishkomen ma anche parlate in Yasin e Puniyal / Gahkuch Tehsil). Come Shina, è un lingua dardica.                                     |
| 5 | Wakhi      | È parlato da una maggioranza nel tehsil di Gojal di Hunza. Si parla anche nei tehsili Ishkomen e a Yasin del distretto di Ghizer. È classificato come lingua orientale iranica / Pamir. |
|   | Altro      | Pashto, Kashmiri, Domaki (parlato da clan di musici nella regione) e Gojri (parlato da una minoranza nella regione).                                                                    |